# Save the Children (organisatie)

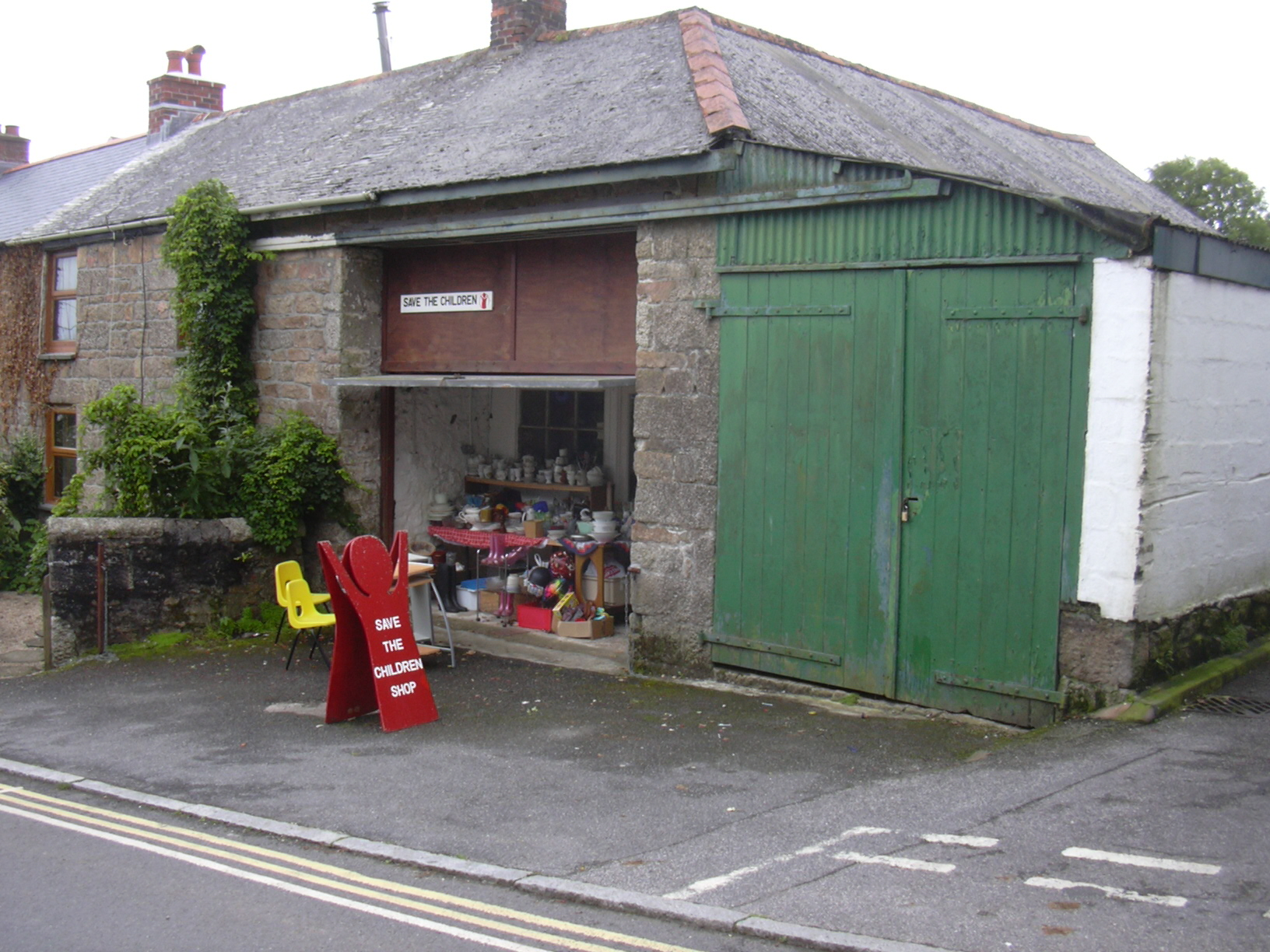
Een winkeltje van Save the Children in de Engelse plaats Constantine.

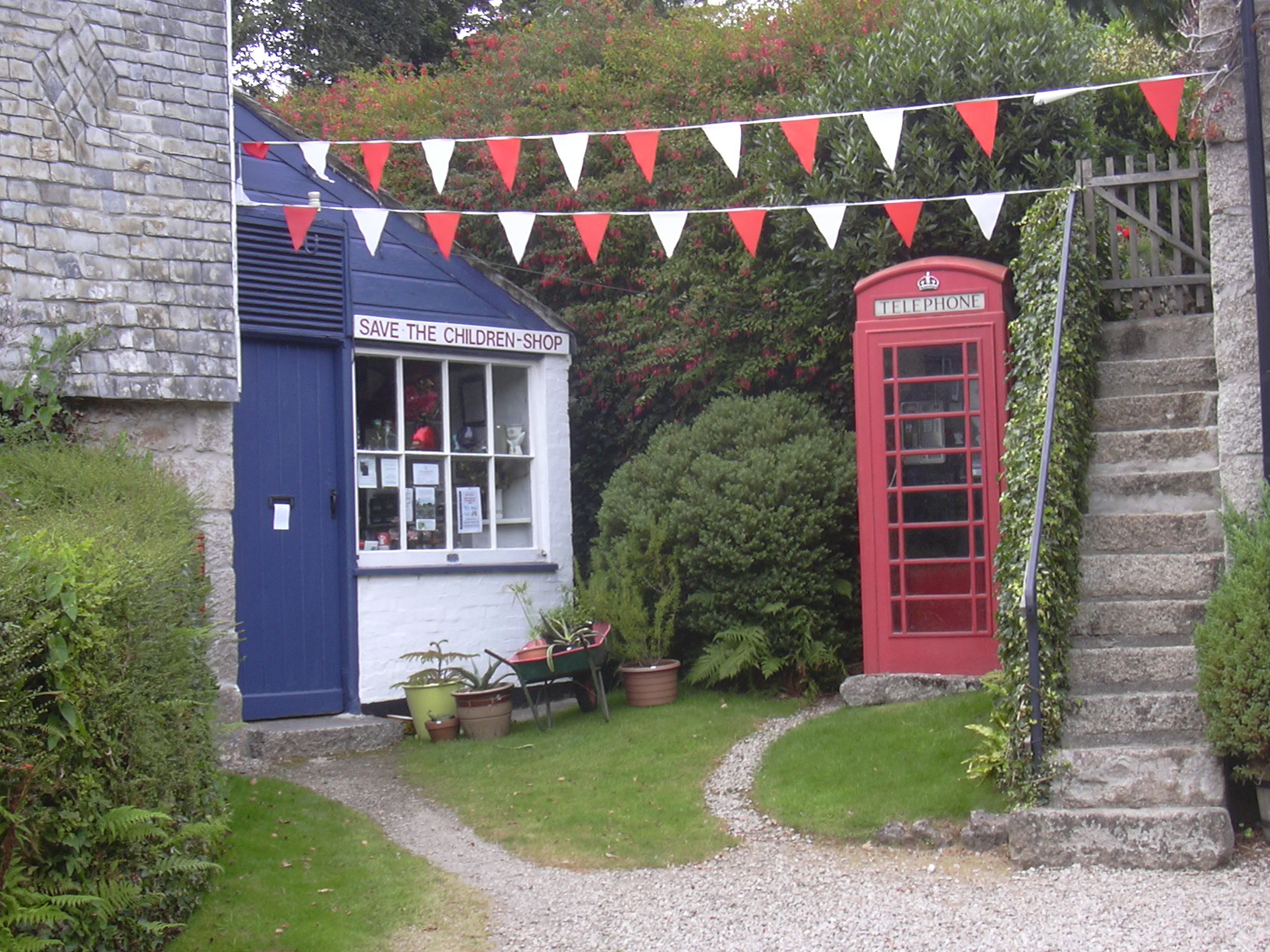
Een winkeltje van Save the Children in het Engelse dorp Porth Navas.

Save the Children is een internationale organisatie voor ontwikkelingssamenwerking en meer specifiek: de grootste onafhankelijke organisatie op het gebied van kinderrechten,die zich inzet voor het welzijn van kinderen wereldwijd. De organisatie speelt een grote rol bij internationale noodhulpverlening. Save the Children is in 1919 opgericht in Engeland. De organisatie bestaat inmiddels uit 30 onafhankelijke lidorganisaties verenigd in de Save the Children Associatie. Save the Children International (SCI) is de gezamenlijke uitvoeringsdienst voor internationale programma's. Van de dertig leden programmeren er 17 buiten hun eigen grenzen en maken daartoe gebruik van SCI. Daarnaast kennen de leden binnenlandse activiteiten die zij in eigen beheer uitvoeren. SCA is wereldwijd vertegenwoordigd in ca 120 landen.
Save the Children werkt aan het verbeteren van de levensomstandigheden en toekomstperspectieven van kinderen en jongeren. Dit doen ze door middel van onderwijs, gezondheidszorg, bescherming tegen misbruik en uitbuiting, economische ontwikkeling, voedselhulp en noodhulp. Hierbij is het uitgangspunt het Kinderrechtenverdrag van de Verenigde Naties.

## Geschiedenis
Save the Children is opgericht in Londen in 1919 door onderwijzeres Eglantyne Jebb. De leefomstandigheden na de Eerste Wereldoorlog waren behoorlijk slecht en vooral het lijden van kinderen greep Eglantyne erg aan. Ze besloot daarom een fonds op te richten om kinderen te helpen. Het fonds had veel succes, mede door een vernieuwende manier van fondsenwerving; het was het eerste goede doel dat paginagrote advertenties in kranten plaatste. Het groeide al snel uit tot een krachtige organisatie en al spoedig werd de volgende stap genomen: de oprichting van The Save the Children Alliance in Genève. In 1924 presenteerde Jebb haar visie op kinderrechten aan de Volkenbond, die daarover een verklaring aannam. Die vormde vervolgens de basis voor het Kinderrechtenverdrag (1990). 

## Campagnes
Begin maart 2010 is Save the Children gestart met de wereldwijde campagne: ‘Stop kindersterfte’. Deze campagne is erop gericht aandacht te vragen voor miljoenen kleine kinderen en pasgeboren baby’s die onnodig sterven aan ziektes als malaria en uitdroging bij diarree. Daarnaast voert Save the Children de campagne ‘Rewrite the Future’ waarmee basisonderwijs voor miljoenen kinderen in conflictgebieden mogelijk wordt gemaakt.
Met de campagne If London Were Syria werd in 2014 en in 2016 de benarde situatie van kinderen in de Syrische Burgeroorlog aan het licht gebracht. 

## Rapporten
De organisatie brengt met regelmaat rapporten uit over de leefomstandigheden van kinderen wereldwijd. Onder meer:
- Over kinderen in oorlogssituaties zijn sinds 2018 diverse rapporten uitgebracht met de titel "Stop the War on Children"[1] Het zevende rapport over het effect van een oorlog op kinderen is in 2023 uitgebracht.[2]
- Kinderrechten: "Gevlucht en geland" (2023)[3]
- Humanitair: "Trapped and Scarred: The Compounding Mental Harm Inflicted on Palestinian Children in Gaza" (2024)[4]
- Onderwijs: "Build Forward Better: How the global community must act now to secure children’s learning in crises" (2021)[5]
- Klimaat: "Global Girlhood Report 2023: Girls at the Centre of the Storm – Her planet, her future, her solutions" (2023)[6]

Jaarlijks maakt de organisatie ook het Stolen childhood report op. Deze jaarlijkse lijst rangschikt landen op het vlak van hun score met betrekking tot de leefsituatie van kinderen.

## Samenwerking
Save the Children Nederland maakt deel uit van de Samenwerkende Hulporganisaties en heeft de Dutch Relief Alliance helpen oprichten.   